# Shadowchaser 3
 (octobre 2010).
Si vous disposez d'ouvrages ou d'articles de référence ou si vous connaissez des sites web de qualité traitant du thème abordé ici, merci de compléter l'article en donnant les références utiles à sa vérifiabilité et en les liant à la section « Notes et références ».
Pour plus de détails, voir Fiche technique et Distribution.
Shadowchaser 3 est un film d'action américain écrit et réalisé par John Eyres, sorti en 1995.

## Synopsis
Vingt-cinq ans après sa disparition, le vaisseau-cargo spatial réapparaît subitement et menace d'entrer en collision avec la station « Comstat 5 », en orbite autour de Mars. L'équipage de la station met alors tout en œuvre pour tenter d'éviter le crash et comprendre la raison de la disparition du Siberia, dont tout l'équipage a péri... 

## Fiche technique
- Titre : Shadowchaser 3
- Réalisation : John Eyres
- Genre : action, science-fiction
- Pays : États-Unis
- Durée : 96 minutes
- Date de sortie en salles :
  - États-Unis : 1995
- Classifications : interdit aux moins de 12 ans
- En France sortie en VHS + DVD

## Distribution
- Frank Zagarino : l'android
- Sam Bottoms : Kody
- Musetta Vander : Rea
- Christopher Atkins : Snake
- Christopher Neame : Renko
- Ricco Ross : Lennox
- Aubrey Morris : le professeur
- Robina Alston : Dee
- Bill Kirchenbauer : Wheels
- Mark Phelan : Mac
- Andrew Lamond : Daniel Peterson
- Kelly Hunt : Tanya Deal
- Scott Williams : Yuri Pastov
- Elizabeth Giordano : Tatiana
- Raymond Lynch : Yakav
- Red Horton